# Elísabet Gunnarsdóttir
Elísabet Gunnarsdóttir, född 1976 i Reykjavik, är en isländsk fotbollstränare som tillsammans med Valur vunnit isländska ligan 4 gånger på fem år. Hon började träna Kristianstads DFF sedan säsongen 2009. I november 2009 förlängdes kontraktet med Kristianstad till och med säsongen 2011. Gunnarsdóttir medverkar i Sveriges Televisions dokumentära TV-serie Den andra sporten från 2013.

## Kristianstads DFF
1 juni 2010 var hon den enda kvinnliga tränaren i Damallsvenskan. Susanne Moberg beskrev henne då som den hårdaste och bästa tränare hon haft.